# Sunday World
Le Sunday World est un hebdomadaire irlandais paraissant le dimanche.